# Stigmatopteris caudata
Stigmatopteris caudata är en träjonväxtart som först beskrevs av Giuseppe Raddi, och fick sitt nu gällande namn av Carl Frederik Albert Christensen. Stigmatopteris caudata ingår i släktet Stigmatopteris och familjen Dryopteridaceae. Inga underarter finns listade.